# Прилуки (GPS/GNSS-станція)

Встановлення антени GPS/GNSS-станції «Прилуки» PRYL

GPS/GNSS-станція «Прилуки» PRYL — перманентна (постійна) станція системи позиціонування GPS, що розміщена у місті Прилуки на вулиці Київська, 220. Встановлена 13 листопада 2007 року спільно Головною астрономічною обсерваторією Національної академії наук України (ГАО НАНУ) та Чернігівським державним інститутом економіки і управління (ЧДІЕУ). Одна з 12 станцій Української мережі постійно діючих GPS-станцій. Дозволяє працювати одразу з двома системами позиціонування — GPS та ГЛОНАСС.

## Історія створення
На час встановлення була другою (після чернігівської CNIV) у Чернігівській області. Розташування станції дало змогу утворити майже рівносторонній трикутник (довжини сторін 120—140 км) між пунктами Київ (GLSV) — Чернігів (CNIV), що вже існують у Європейській мережі супутникової системи глобальної навігації. Така конфігурація забезпечує оптимальні умови для інтерполяції систематичних похибок спостережень в зоні дії мережі (коло, що покриває трикутник, утворений станціями) згідно з теорією реалізації технології VRS. В зоні покриття мережі користувачі одержують можливість досягнення сантиметрового рівня точності при використанні мінімального комплекту (одного приймача) супутникового геодезичного GPS-обладнання.
З метою визначення місця встановлення станції було досліджено різні висотні споруди у Прилуках — Прилуцький агротехнічний коледж, Прилуцький професійний ліцей, Прилуцьке районне управління земельних ресурсів. Обрано споруду Прилуцької районної державної адміністрації. В процесі виконання рекогностувальних робіт 4-х поверхової споруди було досліджено конструкцію даху, бетонних плит перекриття та технічного поверху, технічну можливість встановлення опори антени GPS/GNSS-приймача над приміщенням, де буде розташований програмно-апаратний комплекс, визначена видимість горизонту ±5°. З урахуванням таких вимог була запроектована опора антени з примусовим центруванням. Стабільність планово-висотного положення антени забезпечується невеликими розмірами опори (1 м) та надійним її кріпленням (4 анкерні болти) крізь бетонну плиту перекриття даху. У верхній частині опора захищена гофрованою трубою та скріплена хомутами для запобігання проникнення вологи усередину опори. Для забезпечення антикорозійних процесів спеціально виготовлений становий гвинт з латуні. Вирішено під'єднання автономного кабелю мережі Інтернет, забезпечено автономне живлення 220 В.
Для розгортання станції в місті Прилуки (в рамках фінансування проекту НАН України) придбано двочастотний приймач NovAtel DLV3 GPS/GLONASS (L1&L2/L2C/L5) та антену NOV702GG з можливостями прямого підключення до мережі Інтернет. Встановлення антени на опорі та програмно-апаратного комплексу у приміщенні четвертого поверху, а також офіційне розгортання та впровадження в експлуатацію перманентної GPS/GNSS-станції «Прилуки» відбулося 13 листопада 2007 року. На наступний день проводилися пробні вимірювання на роверній станції, яку встановлювали приблизно усередині трикутника Київ—Чернігів—Прилуки.
GPS-станція PRYL в 2007 році була включена до Української перманентної GPS-мережі.
Восени 2008 року антена станції була перенесена вище для усунення можливих перешкод зв'язку.

## Технічні параметри
GPS/GNSS-станція «Прилуки». Координати:
- Система: ITRF2000
- Широта, град.: 50,592142
- Довгота, град.: 32,400416
- Висота, м: 170,766409

Міжнародні ідентифікаційні позначення:
- Мережа: українська, постійно діючих GPS-станцій
- Назва станції: Прилуки
- 4-літерний код: PRYL
- Тектонічна плита: Євразійська
- IERS DOMES номер: 15502M002
- Місцеположення: Прилуки

Регулярні спостереження GPS-супутників розпочато 13 листопада 2007 року. Режим роботи станції: інтервал реєстрації сигналів від GPS-супутників — 1 с. Управління станцією здійснюється за допомогою програми ggps в автоматичному режимі. Дані спостережень пересилаються у внутрішньому бінарному форматі до Операційного центру даних Головної астрономічної обсерваторії Національної академії наук України (ГАО НАНУ), де вони перетворюються у формат Compact RINEX.
Інтернет-комунікацію станції PRYL забезпечує Інтернет сервіс провайдер «ТІМ». Станція працює у штатному режимі.